# Associazione Sportiva Ischia Isolaverde 1986-1987
Questa voce raccoglie le informazioni riguardanti l'Ischia Isolaverde nelle competizioni ufficiali della stagione 1986-1987.

## Stagione

Festeggiamenti allo stadio Vincenzo Rispoli per la promozione in Serie C1

Nel 1986-1987 l'Ischia Isolaverde partecipò al suo quarto campionato di Serie C2, piazzandosi al 2º posto in classifica ottenendo, in questo modo, la promozione in Serie C1, la prima della sua storia. In questa stagione Vincenzo Onorato si laureò capocannoniere del girone D della Serie C2 con 19 reti segnate, mentre la squadra collezionò diversi record per la stagione: miglior sequenza di partite utili (24), maggior numero di reti segnate (47), maggior numero di reti segnate in casa (34), minor numero di reti subite in trasferta (12), miglior quoziente reti (2.35) e miglior differenza reti (27).

## Divise e sponsor
Lo sponsor tecnico per la stagione 1986-1987 è Devis, mentre lo sponsor ufficiale è Parmacotto.

## Organigramma societario
Area direttiva
- Presidente: Roberto Fiore

Area tecnica
- Direttore sportivo: Enrico Scotti
- Allenatore: Rosario Rivellino
- Allenatore in seconda: Vincenzo Rispoli

Area sanitaria
- Massaggiatori: Adolfo Crispi

## Rosa
| N. |                   | Ruolo | Calciatore                       |
| -- | ----------------- | ----- | -------------------------------- |
|    | Italia (bandiera) | P     | Raffaele Delle Cave              |
|    | Italia (bandiera) | P     | Franco Del Prete                 |
|    | Italia (bandiera) | D     | Antonio Cortese                  |
|    | Italia (bandiera) | D     | Clemente De Siato                |
|    | Italia (bandiera) | D     | Gennaro Grillo                   |
|    | Italia (bandiera) | D     | Francesco Impagliazzo (capitano) |
|    | Italia (bandiera) | D     | Gennaro Monaco                   |
|    | Italia (bandiera) | D     | Vincenzo Pepe                    |
|    | Italia (bandiera) | D     | Carlo Orsenigo Recaldini         |
|    | Italia (bandiera) | C     | Ciro Bilardi                     |
|    | Italia (bandiera) | C     | Nicola Calise                    |

| N. |                   | Ruolo | Calciatore            |
| -- | ----------------- | ----- | --------------------- |
|    | Italia (bandiera) | C     | Vincenzo Fusco        |
|    | Italia (bandiera) | C     | Ciro Mautone          |
|    | Italia (bandiera) | C     | Giuseppe Monti        |
|    | Italia (bandiera) | C     | Vincenzo Papa         |
|    | Italia (bandiera) | C     | Agostino Pilato       |
|    | Italia (bandiera) | C     | Claudio Scotti        |
|    | Italia (bandiera) | A     | Leonardo Aloi         |
|    | Italia (bandiera) | A     | Salvatore Buoncammino |
|    | Italia (bandiera) | A     | Vincenzo Onorato      |
|    | Italia (bandiera) | A     | Lucio Pilato          |

## Risultati

### Serie C2

#### Girone di andata
| Arbitro: | Capogreco (Catanzaro) |

|              |           |  |
| Spinella 86’ | Marcatori |  |

| Arbitro: | Mantovani |

|            |           |  |
| Grillo 85’ | Marcatori |  |

| Arbitro: | Falca (Pinerolo) |

|            |           |  |
| Piochi 25’ | Marcatori |  |

| Arbitro: | Marchi (Ivrea) |

|             |           |  |
| Onorato 10’ | Marcatori |  |

| Frosinone 19 ottobre 1986, ore 16:00 CEST 5ª giornata | Frosinone | 0 – 0 | Ischia Isolaverde | Stadio Comunale Matusa\| Arbitro: \| Borghesi \| |
| Arbitro:                                              | Borghesi  |       |                   |                                                  |

| Arbitro: | Mitrugno (Legnano) |

|             |           |  |
| Onorato 79’ | Marcatori |  |

| Pagani 2 novembre 1986, ore 15:00 CEST 7ª giornata | Paganese | 0 – 0 | Ischia Isolaverde | Stadio Marcello Torre\| Arbitro: \| Limone \| |
| Arbitro:                                           | Limone   |       |                   |                                               |

| Ischia 9 novembre 1986, ore 15:00 CEST 8ª giornata | Ischia Isolaverde | 0 – 0 | Giarre | Stadio Vincenzo Rispoli\| Arbitro: \| Rossignoli \| |
| Arbitro:                                           | Rossignoli        |       |        |                                                     |

| Arbitro: | Falca (Pinerolo) |

|                  |           |             |
| Spica 32’ (rig.) | Marcatori | 13’ Onorato |

| Arbitro: | Bellotti |

|          |           |             |
| Aloi 48’ | Marcatori | 3’ Granucci |

| Afragola 30 novembre 1986, ore 14:30 CEST 11ª giornata | Afragolese | 0 – 0 | Ischia Isolaverde | Stadio Luigi Moccia\| Arbitro: \| Gazzetta \| |
| Arbitro:                                               | Gazzetta   |       |                   |                                               |

| Arbitro: | Casiraghi (Seregno) |

|                            |           |           |
| Impagliazzo 53’ Scotti 64’ | Marcatori | 9’ Caruso |

| Arbitro: | Piana (Modena) |

|                      |           |             |
| Ciannavei 60’ (rig.) | Marcatori | 77’ Mautone |

| Arbitro: | Mantovani |

|                                  |           |  |
| Onorato 24’ (rig.), 66’ Pepe 45’ | Marcatori |  |

| Arbitro: | Brasca (Busto Arsizio) |

|  |           |                                |
|  | Marcatori | 30’ Pilato 38’ Monaco 72’ Papa |

| Arbitro: | Ceccarelli (Albano Laziale) |

|                                                        |           |                                 |
| Buoncammino 2’ (rig.) Onorato 46’, 90’ Impagliazzo 76’ | Marcatori | 23’ Di Rosa 54’, 86’ Punturieri |

| Rende 18 gennaio 1987, ore 14:30 CEST 17ª giornata | Rende         | 0 – 0 | Ischia Isolaverde | Stadio Marco Lorenzon\| Arbitro: \| Rosica (Roma) \| |
| Arbitro:                                           | Rosica (Roma) |       |                   |                                                      |

#### Girone di ritorno
| Arbitro: | Pegoretti (Trento) |

|             |           |  |
| Mautone 79’ | Marcatori |  |

| Arbitro: | Gazzetta |

|              |           |                        |
| Biferari 42’ | Marcatori | 26’ (rig.) Buoncammino |

| Ischia 8 febbraio 1987, ore 14:30 CEST 20ª giornata | Ischia Isolaverde  | 0 – 0 | Latina | Stadio Vincenzo Rispoli\| Arbitro: \| Stafoggia (Pesaro) \| |
| Arbitro:                                            | Stafoggia (Pesaro) |       |        |                                                             |

| Arbitro: | Conforti |

|                 |           |                                  |
| Santaniello 17’ | Marcatori | 43’, 50’ Buoncammino 72’ Onorato |

| Arbitro: | Ingargiola (Mazara del Vallo) |

|             |           |             |
| Onorato 78’ | Marcatori | 57’ Gaudino |

| Arbitro: | Cucchiara (Sassari) |

|              |           |                 |
| Raimondo 80’ | Marcatori | 30’ Buoncammino |

| Arbitro: | Zucchini |

|          |           |  |
| Pepe 16’ | Marcatori |  |

| Giarre 15 marzo 1987, ore 15:00 CEST 25ª giornata | Giarre                         | 0 – 0 | Ischia Isolaverde | Stadio Regionale di Giarre\| Arbitro: \| Frattin (Castelfranco Vewneto) \| |
| Arbitro:                                          | Frattin (Castelfranco Vewneto) |       |                   |                                                                            |

| Arbitro: | Brasca (Busto Arsizio) |

|                                                                 |           |  |
| Fusco 24’ Impagliazzo 33’ Buoncammino 62’ Onorato 38’, 45’, 48’ | Marcatori |  |

| Castellammare di Stabia 5 aprile 1987, ore 16:00 CEST 27ª giornata | Juventus Stabia    | 0 – 0 | Ischia Isolaverde | Stadio Romeo Menti\| Arbitro: \| Mazzetti (Firenze) \| |
| Arbitro:                                                           | Mazzetti (Firenze) |       |                   |                                                        |

| Arbitro: | Benazzoli (Bassano del Grappa) |

|  |           |                |
|  | Marcatori | 87’ Sorrentino |

| Arbitro: | Piana (Modena) |

|                        |           |                        |
| Vitiello 35’ Sapio 47’ | Marcatori | 42’ Onorato 61’ Monaco |

| Arbitro: | Forte |

|                                              |           |            |
| Onorato 12’, 48’ Prete 36’ (aut.) Monaco 40’ | Marcatori | 55’ Caputo |

| Arbitro: | Limone |

|                          |           |  |
| Pecchi 70’ Carnevale 83’ | Marcatori |  |

| Arbitro: | Arcangeli (Terni) |

|                                                |           |  |
| Onorato 3’, 18’, 48’, 77’ Buoncammino 23’, 37’ | Marcatori |  |

| Arbitro: | Ceccarini (Livorno) |

|                    |           |            |
| Condemi 74’ (rig.) | Marcatori | 7’ Onorato |

| Arbitro: | Bizzarri |

|                         |           |  |
| Bilardi 24’ Onorato 54’ | Marcatori |  |

## Statistiche
Statistiche aggiornate al 3 marzo 2012

### Statistiche di squadra
| Competizione         | Punti | In casa | In casa | In casa | In casa | In casa | In casa | In trasferta | In trasferta | In trasferta | In trasferta | In trasferta | In trasferta | Totale | Totale | Totale | Totale | Totale | Totale | DR  |
| Competizione         | Punti | G       | V       | N       | P       | Gf      | Gs      | G            | V            | N            | P            | Gf           | Gs           | G      | V      | N      | P      | Gf     | Gs     | DR  |
| -------------------- | ----- | ------- | ------- | ------- | ------- | ------- | ------- | ------------ | ------------ | ------------ | ------------ | ------------ | ------------ | ------ | ------ | ------ | ------ | ------ | ------ | --- |
| Serie C2             | 44    | 17      | 12      | 4       | 1       | 34      | 8       | 17           | 2            | 12           | 3            | 13           | 12           | 34     | 14     | 16     | 4      | 47     | 20     | +27 |
| Coppa Italia Serie C | -     | -       | -       | -       | -       | -       | -       | -            | -            | -            | -            | -            | -            | -      | -      | -      | -      | -      | -      | -   |
| Totale               | -     | -       | -       | -       | -       | -       | -       | -            | -            | -            | -            | -            | -            | -      | -      | -      | -      | -      | -      | -   |

### Statistiche dei giocatori
| Giocatore             | Serie C2 | Serie C2 | Coppa Italia Serie C | Coppa Italia Serie C | Altro    | Altro | Totale   | Totale |
| Giocatore             | Presenze | Reti     | Presenze             | Reti                 | Presenze | Reti  | Presenze | Reti   |
| --------------------- | -------- | -------- | -------------------- | -------------------- | -------- | ----- | -------- | ------ |
| L. Aloi               | 34       | 1        | -                    | -                    | -        | -     | 34       | 1      |
| C. Bilardi            | 23       | 1        | -                    | -                    | -        | -     | 23       | 1      |
| S. Buoncammino        | 22       | 10       | -                    | -                    | -        | -     | 22       | 10     |
| N. Calise             | 5        | 0        | -                    | -                    | -        | -     | 5        | 0      |
| A. Cortese            | 5        | 0        | -                    | -                    | -        | -     | 5        | 0      |
| R. Delle Cave         | 2        | 0        | -                    | -                    | -        | -     | 2        | 0      |
| F. Del Prete          | 33       | -20      | -                    | -                    | -        | -     | 33       | -20    |
| V. Fusco              | 25       | 1        | -                    | -                    | -        | -     | 25       | 1      |
| G. Grillo             | 34       | 1        | -                    | -                    | -        | -     | 34       | 1      |
| F. Impagliazzo        | 33       | 4        | -                    | -                    | -        | -     | 33       | 4      |
| C. Mautone            | 28       | 2        | -                    | -                    | -        | -     | 28       | 2      |
| G. Monaco             | 34       | 3        | -                    | -                    | -        | -     | 34       | 3      |
| G. Monti              | 29       | 0        | -                    | -                    | -        | -     | 29       | 0      |
| V. Onorato            | 28       | 19       | -                    | -                    | -        | -     | 28       | 19     |
| V. Papa               | 27       | 1        | -                    | -                    | -        | -     | 27       | 1      |
| V. Pepe               | 33       | 2        | -                    | -                    | -        | -     | 33       | 2      |
| V. Onorato            | 23       | 3        | -                    | -                    | -        | -     | 23       | 3      |
| L. Pellegrino         | 33       | 0        | -                    | -                    | -        | -     | 33       | 0      |
| V. Pepe               | 27       | 0        | -                    | -                    | -        | -     | 27       | 0      |
| A. Pilato             | 11       | 0        | -                    | -                    | -        | -     | 11       | 0      |
| L. Pilato             | 9        | 1        | -                    | -                    | -        | -     | 9        | 1      |
| C. Orsenigo Recaldini | 14       | 0        | -                    | -                    | -        | -     | 14       | 0      |
| C. Scotti             | 24       | 1        | -                    | -                    | -        | -     | 24       | 1      |